# Cyklooktatetraen
Cyklooktatetraen nebo cyklookta-1,3,5,7-tetraen (COT) je nenasycený cyklický uhlovodík se vzorcem C8H8; za pokojové teploty bezbarvá až nažloutlá kapalina. Vzhledem ke své stechiometrické podobnosti s benzenem se stal předmětem výzkumu i řady sporů.
Na rozdíl od benzenu cyklooktatetraen není aromatický; tuto vlastnost však má jeho dianion, C8H 2-
8  (nazývaný cyklooktatetraenid). Reaktivita tohoto uhlovodíku odpovídá běžným polyenům, například se účastní adičních reakcí; u benzenu jsou oproti tomu běžné substituční reakce.

## Historie
Cyklooktatetraen-1,3,5,7-tetraen poprvé připravil Richard Willstätter v roce 1905 Hofmannovou eliminací pseudopelletierinu:
Willstätter zjistil, že se u vzniklé sloučeniny neobjevuje očekávaná aromaticita. Mezi roky 1939 a 1943 se několik chemiků neúspěšně pokusilo o její přípravu; zjistilo se, že vytvořili izomerní styren. Během 2. světové války Walter Reppe vyvinul jednokrokovou jednoduchou syntézu cyklooktatetraenu z acetylenu, tedy stejného materiálu, jaký použil Willstätter.
Pochyby o přesnosti Willstätterovy syntézy byly zažehnány, když ji Arthur C. Cope se svými spolupracovníky roku 1947 plně zopakoval s použitím původních postupů. Získal stejný cyklooktatetraen a provedl spektrální analýzy řady meziproduktů, čímž přesnost Willstätterova postupu dále potvrdil.

## Struktura

Cyklooktatraen v základní konformaci

Už při prvních studiích se ukázalo, že reaktivita cyklooktatetraenu neodpovídá chemii aromatických sloučenin.
Následně experimenty založené na elektronové difrakci ukázaly, že délky všech vazeb C-C jsou stejné.
Data z rentgenové difrakce, která poskytl H. S. Kaufman, ovšem ukázala, že cyklooktatetraen zaujímá několik konformací a má dvě různé délky vazeb C–C.
Zjistilo se tak, že jde o anulen, ve kterém se střídají jednoduché a dvojné vazby mezi atomy uhlíku.
V základním stavu nejde o rovinnou molekulu; úhel C=C−C je 126,1° a C=C−H činí 117,6°. Bodová grupa cyklooktatetraenu je D2d.
Z rovinných přechodných stavů je D4h v důsledku Jahnova–Tellerova efektu stabilnější než D8h.

## Příprava
Původní Willstätterova syntéza (posloupnost čtyř eliminačních reakcí na cyklooktanu) má nízkou výtěžnost. Reppeova syntéza z acetylenu za vysokého tlaku a přítomnosti horké směsi kyanidu nikelnatého a karbidu vápenatého, se vyznačuje výrazně lepší výtěžností, okolo 90 %:
Další možností je fotolýza barrelenu, jenž je s cyklooktatetraenem strukturně izomerní, meziproduktem je přitom další izolovatelný izomer, semibulvalen.
Deriváty cyklooktatetraenu je rovněž možné získat skrz semibulvalenové meziprodukty. V níže zobrazené posloupnosti reakcí se vytváří oktaethylcyklooktatetraen (C8Et8) tepelnou izomerizací oktaethylsemibulvalenu, jenž vzniká cyklodimerizací 1,2,3,4-tetraethyl-1,4-dilithio-buta-1,3-dienu za přítomnosti bromidu měďného.
Protože je cyklooktatetraen nestálý a snadno vytváří výbušné organické peroxidy, tak se do komerčních vzorků obvykle přidávají malá množství hydrochinonu. Opakovaně otevírané lahve mohou kolem hrdla mít bílé krystalky peroxidu, které mohou v důsledku mechanického působení vybouchnout.

## Výskyt
Cyklooktatetraen byl izolován z některých hub.

## Reakce
Vazby π v COT reagují podobně jako u alkenů. Reakcemi COT s peroxykyselinami nebo dimethyldioxiranem vznikají epoxidy; známo je také mnoho dalších adicí. Polymerizací s otvíráním kruhu z cyklooktatetraenu lze získat polyacetylen.
COT i jeho analogy s postranními řetězci je možné použít na přípravu ligandů a sendvičových sloučenin.
Cyklooktatetraen též vstupuje do přesmykových reakcí, jimiž vznikají areny, například oxidací vodným roztokem síranu rtuťnatého vzniká fenylacetaldehyd a fotochemickým přesmykem monoepoxidu COT se vytváří benzofuran.

## Cyklooktatetraenid jako ligand a prekurzor ligandů

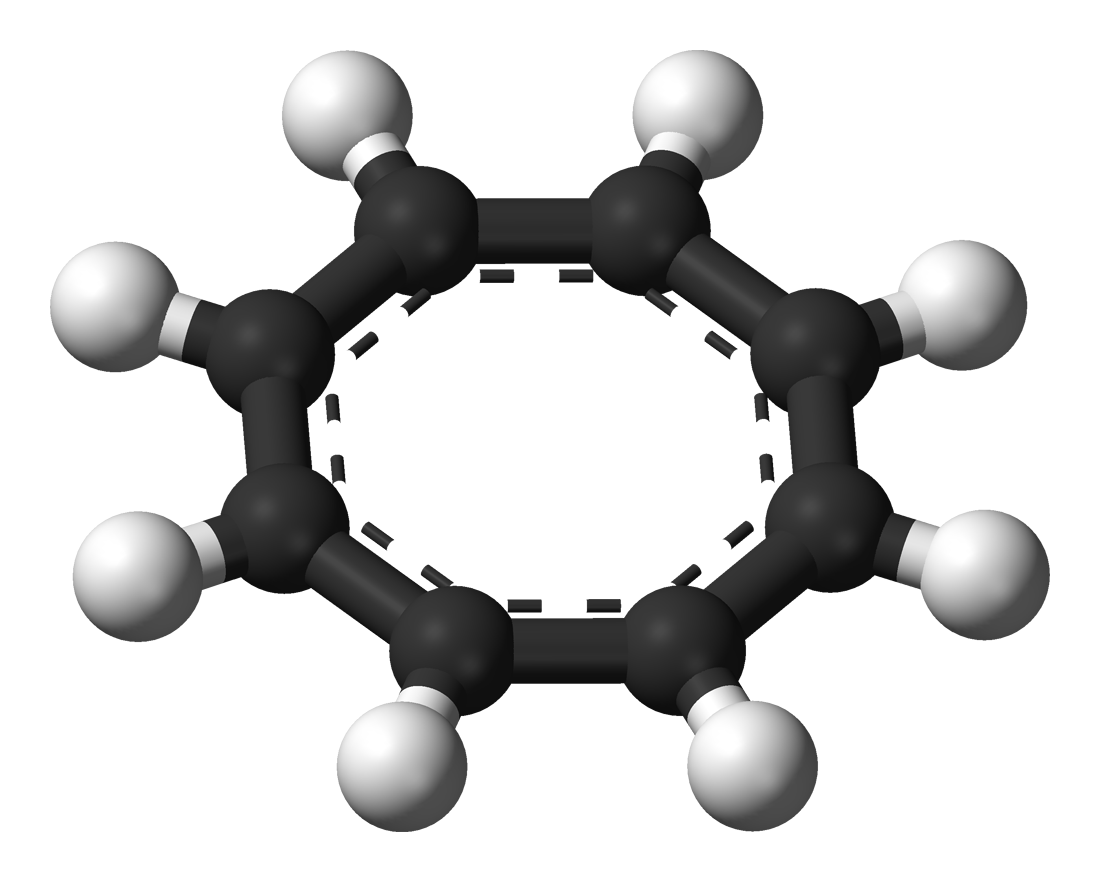
Model struktury COT^{2−}

COT snadno reaguje s draslíkem za vzniku soli K2COT, obsahující dianion C8H 2−
8 .
Dianion je rovinný, osmistěnný a s 10 π elektrony také aromatický.
Cyklooktatetraen vytváří komplexy s některými kovy, jako jsou yttrium, lanthanoidy a aktinoidy. Uranocen, (U(COT)2), obsahuje dva η8-COT ligandy. U bis(cyklooktatetraen)železa (Fe(COT)2) je jeden COT η6 a druhý η4. Trikarbonyl (cyklooktatetraen)železa obsahuje η4-COT. 1H-NMR spektra těchto komplexů ukazují, že jsou singletové.

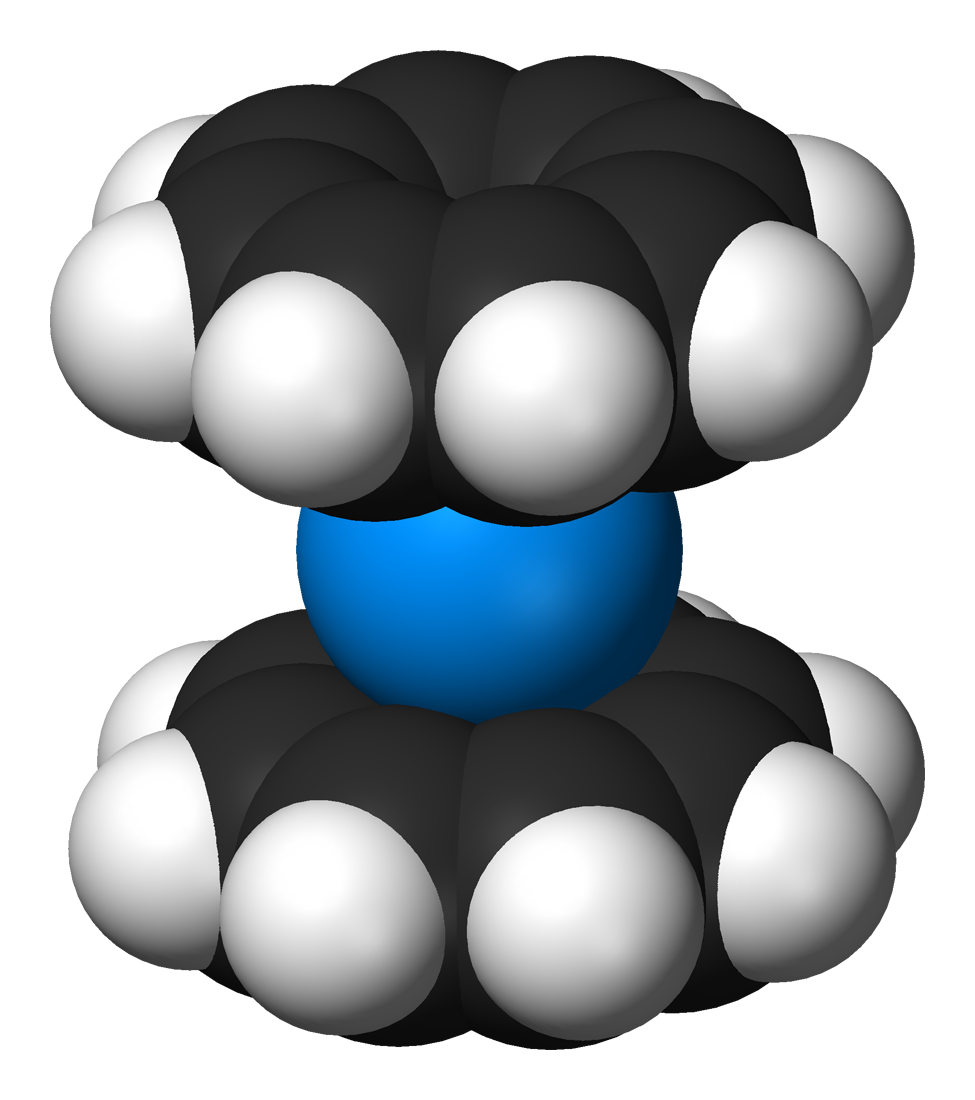
Uranocen, příklad sendvičové sloučeniny obsahující dva COT^{2−} kruhy

Cyklooktatetraen lze chlorovat za vzniku [4.2.0]-bicyklické sloučeniny, která dále vstupuje do Dielsovy–Alderovy reakce s dimethylacetylendikarboxylátem. Poté se může retro-Dielsovou–Alderovou reakcí při 200 °Cuvolnit cis-dichlorcyklobuten.
Cyklooktatetraen také reaguje s nonakarbonylem diželeza na trikarbonyl (cyklobutadien)železa.